# Monumento a Ramón Pérez de Ayala
L'escultura urbana coneguda pel nom Monumento a Ramón Pérez Ayala, ubicada al passeig Antonio García Oliveros (El Campillín), a la ciutat d'Oviedo, Principat d'Astúries, Espanya, és una de les més d'un centenar que adornen els carrers de la ciutat.
El paisatge urbà s'hi veu adornat per obres escultòriques, generalment monuments commemoratius dedicats a personatges d'especial rellevància en un primer moment, i més purament artístiques des de la fi del segle xx.
L'escultura datada de 1980, feta en pedra i bronze és obra de José Antonio Nava Iglesias. És un homenatge de la ciutat d'Oviedo a l'escriptor i periodista oventense Ramón Pérez de Ayala.

## Rweferències
1. 1 2  «Escultura «Ramón Pérez de Ayala»» (en espanyol europeu), 05-07-2018. [Consulta: 2 gener 2019].
2. 1 2  «Escultura pública en Oviedo» (en castellà). Arxivat de l'original el 2014-07-17. [Consulta: 2 gener 2019].
3. ↑  Claverol Gutierrez, Manuel; Polledo Arias, Alberto Carlos. Guía total turística y monumental de Oviedo : 6 itinerarios para disfrutar de una ciudad de cuento (en castellà).  Oviedo: Nobel, 2016. ISBN 978-84-8459-738-4.